# رجینا اوریولی
رجینا اوریولی (ایتالیایی: Regina Orioli؛ زادهٔ ۱۵ مهٔ ۱۹۷۷) بازیگر اهل ایتالیا است. وی از سال ۱۹۹۷ میلادی تاکنون مشغول فعالیت بوده‌است.
از فیلم‌ها یا برنامه‌های تلویزیونی که وی در آن نقش داشته‌است می‌توان به بنزین اشاره کرد.